# Джон Хауърд Марсдън
Джон Хауърд Марсдън (на английски: John Howard Marsden) е английски духовник и академик. Той е антиквар и през 1851 г. става първият професор по археология в Кеймбриджкия университет.

## Биография и творчество
Джон Хауърд Марсдън е роден на 7 май 1803 г. в Уигън, Англия. Той е най-големият син на Уилям Марсдън, кюре на параклиса „Сейнт Джордж“ в града и по-късно викарий на Екълс. Завършва Манчестърската гимназия през 1822 г. Печели стипендия от фондация „Съмърсет“ за колежа „Сейнт Джон“ на Кеймбриджкия университет. През 1823 г. печели стипендия за университета „Бел“, който завършва с бакалавърска степен през 1826 г. Получава магистърска степен през 1829 г. и докторска степен през 1836 г.
В периода 1834 – 1844 г. чете лекции по теология в Кеймбриджкия университет, а в периода 1851 – 1865 г. е първият професор по археология.
Джон Хауърд Марсдън умира на 24 януари 1891 г. в Колчестър.

## Произведения
Публикува проповеди, проповядвани в Манчестърската катедрала, Колчестър и Кеймбридж, в периода 1835 – 1845 г.
- The Sacred Tree, a Tale of Hindostan (1840)
- Philomorus, a Brief Examination of the Latin Poems of Sir Thomas More (1842)
- An Examination of certain Passages in Our Lord's Conversation with Nicodemus (1844)
- The Evils which have resulted at various times from a Misapprehension of Our Lord's Miracles (1845)
- College Life in the Reign of James I (1851)
- Two Introductory Lectures upon Archaeology, delivered in the University of Cambridge (1852)
- A Descriptive Sketch of the Collection of Works of Ancient Greek and Roman Art at Felix Hall (1863)
- Fasciculus (1869)
- History of the Gentlemen's Society at Spalding (1754 – 1836) – свързана със сър Уилям Марсдън
- A Brief Memoir of the Life and Writings of Lieutenant-Colonel William Martin Leake, F.R.S., (1864) – за Уилям Мартин Лийк